# Coast to Coast
Coast to Coast – drugi album irlandzkiego zespołu Westlife wydany w 2000 roku. Album w ciągu pierwszego tygodnia od premiery w Wielkiej Brytanii sprzedał się w nakładzie 234,000 kopii.

## Spis utworów
1. My Love
2. What Makes A Man
3. I Lay My Love On You
4. I Have A Dream (Remix)
5. Against All Odds (Take a Look at Me Now) (with Mariah Carey)
6. When You're Looking Like That
7. Close
8. Somebody Needs You
9. Angel's Wings
10. Soledad
11. Puzzle Of My Heart
12. Dreams Come True
13. No Place That Far
14. Close Your Eyes
15. You Make Me Feel
16. Loneliness Knows Me By Name
17. Fragile Heart
18. Every Little Thing You Do
19. Don't Get Me Wrong

## Pozycje na listach
| Kraj            | Najwyższa pozycja | Sprzedaż   | Certyfikat |
| --------------- | ----------------- | ---------- | ---------- |
| Świat           | 7                 |            |            |
| Wielka Brytania | 1                 | 1,500,000+ | 5xPlatyna  |
| Irlandia        | 1                 |            |            |
| Belgia          | 17                |            |            |
| Niemcy          | 19                |            |            |
| Holandia        | 13                |            |            |
| Nowa Zelandia   | 2                 |            |            |
| Norwegia        | 6                 |            |            |
| Szwecja         | 3                 |            |            |
| Szwajcaria      | 38                |            |            |
| Chile           | 6                 | 115,000+   | Złoto      |